# Lei mi parla ancora
Pour plus de détails, voir Fiche technique et Distribution.
Lei mi parla ancora est un film italien réalisé par Pupi Avati et sorti en 2021. C'est une adaptation du roman Lei mi parla ancora - Memorie edite e inedite di un farmacista de Giuseppe Sgarbi (it) (1921-2018), publié en 2016.

## Synopsis
Un pharmacien âgé devient veuf après soixante-cinq ans de mariage. Les souvenirs de son histoire avec sa femme refont surface en lui avec clarté et riche en détails. Sa fille, une éditrice bien connue, décide d'engager un écrivain pour écrire un roman sur la vie de ses parents à partir des souvenirs de son père.

## Fiche technique
Sauf indication contraire, les informations mentionnées dans cette section peuvent être confirmées par la base de données cinématographiques IMDb,  présente dans la section « Liens externes ».
- Titre original : Lei mi parla ancora[2],[3] (litt. « Elle me parle encore »)
- Réalisateur : Pupi Avati
- Scénario : Pupi Avati, Tommaso Avati (it)
- Photographie : Cesare Bastelli
- Montage : Ivan Zuccon
- Musique : Carlo Siliotto
- Décors : Giuliano Pannuti (it)
- Costumes : Beatrice Giannini
- Trucages : Antonello Resch
- Production : Pupi Avati, Antonio Avati, Massimo Di Rocco, Luigi Napoleone
- Société de production : Duea Film, Bartlebyfilm, Vision Distribution
- Pays de production :  Italie
- Langue originale : italien
- Format : Couleurs - 1,85:1
- Durée : 100 minutes (1 h 40)
- Genre : Drame biographique
- Dates de sortie :
  - Italie : 8 février 2021 (télévision) ; 26 avril 2021 (en salles[4])

## Distribution
- Renato Pozzetto : Giuseppe Sgarbi dit « Nino »
- Stefania Sandrelli : Caterina Cavallini dite « Rina »
- Lino Musella : Nino jeune
- Isabella Ragonese : Rina jeune
- Chiara Caselli : Elisabetta Sgarbi
- Matteo Carlomagno : Vittorio Sgarbi
- Fabrizio Gifuni : Amicangelo
- Nicola Nocella : Giulio
- Serena Grandi : Clementina
- Alessandro Haber : Bruno
- Giulia Elettra Gorietti : Marta
- Gioele Dix : Agent littéraire
- Romano Reggiani : Rino Fenzi
- Filippo Velardi : Bruno jeune
- Julia Princigalli : Gioia, la fille d'Amicangelo

## Exploitation
Le film devait initialement sortir dans les cinémas, mais en raison de la pandémie de Covid-19 en Italie, il a été vendu par Vision Distribution à la chaîne télévisuelle Sky Cinema qui l'a présenté en avant-première le 8 février 2021.